# Platypalpus laetabilis
Platypalpus laetabilis är en tvåvingeart som beskrevs av Axel Leonard Melander 1927. Platypalpus laetabilis ingår i släktet Platypalpus och familjen puckeldansflugor.
Artens utbredningsområde är New York. Inga underarter finns listade i Catalogue of Life.